# Вотерфон
Вотерфон — музыкальный инструмент. Состоит из чаши-резонатора, изготовленной из нержавеющей стали, и бронзовых стержней различной длины, размещенных по её краю. Внутрь чаши наливается вода. Звуки извлекаются смычком, постукиванием прутьев, резиновым молоточком. Звучание инструмента может изменяться с движением воды внутри. Конструкция инструмента позволяет создавать монолитный многотональный низкий звук. Вотерфон имеет торжественное, «неземное» звучание. Отдалённо напоминает песни китов.
Изобретён и запатентован Ричардом Уотерсом в 1968 году. Вотерфон используется в произведениях некоторых композиторов и в саундтреках нескольких фильмов: Впусти меня, Полтергейст, Матрица.